# 救急振興財団
一般財団法人救急振興財団（きゅうきゅうしんこうざいだん）は、消防機関の救急救命士養成を実施している法人。元総務省消防庁所管、1991年（平成3年）設立。

## 概要
- 所在：東京都八王子市南大沢4丁目6番地[1]
- 理事長：佐々木敦朗[1]

## 事業
- 救急救命士の養成等を行っている。
  - 救急救命東京研修所（ELSTA東京） - 東京都八王子市南大沢4丁目5番地（事務局に隣接）
  - 救急救命九州研修所（ELSTA九州） - 福岡県北九州市八幡西区大浦3丁目8番1号